# Ravni, Kolašin
Ravni este un sat din comuna Kolašin, Muntenegru. Conform datelor de la recensământul din 2003, localitatea are 48 de locuitori (la recensământul din 1991 erau 67 de locuitori).

## Demografie
În satul Ravni locuiesc 45 de persoane adulte, iar vârsta medie a populației este de 55,1 de ani (49,6 la bărbați și 60,1 la femei). În localitate sunt 23 de gospodării, iar numărul mediu de membri în gospodărie este de 2,09.
Populația localității este foarte eterogenă.
|  |

| Demografie | Demografie | Demografie |
| An         | Locuitori  | Locuitori  |
| ---------- | ---------- | ---------- |
|            |            |            |
|            |            |            |
|            |            |            |
|            |            |            |
| 1948       | 260        |            |
| 1953       | 205        |            |
| 1961       | 202        |            |
| 1971       | 143        |            |
| 1981       | 100        |            |
| 1991       | 67         | 67         |
| 2003       | 48         | 48         |

| \| Componența etnică conform recensământului din 2003[2] \| Componența etnică conform recensământului din 2003[2] \| Componența etnică conform recensământului din 2003[2] \| Componența etnică conform recensământului din 2003[2] \| Componența etnică conform recensământului din 2003[2] \| \| ----------------------------------------------------- \| ----------------------------------------------------- \| ----------------------------------------------------- \| ----------------------------------------------------- \| ----------------------------------------------------- \| \| \| \| \| \| \| \| Muntenegreni \| Muntenegreni \| \| 26 \| 54,16% \| \| Sârbi \| Sârbi \| \| 22 \| 45,83% \| \| necunoscută \| necunoscută \| \| 0 \| 0% \| |              |  |    |        |
| Componența etnică conform recensământului din 2003 |              |  |    |        |
| |              |  |    |        |
| Muntenegreni | Muntenegreni |  | 26 | 54,16% |
| Sârbi | Sârbi        |  | 22 | 45,83% |
| necunoscută | necunoscută  |  | 0  | 0%     |